# 제주 모슬포 알뜨르비행장 일제 지하벙커
제주 모슬포 알뜨르비행장 일제 지하벙커는 대한민국 제주특별자치도 서귀포시 대정읍 상모리에 있는 일제강점기에 일본 해군 비행장의 부속 시설이다. 2006년 12월 4일 대한민국의 국가등록문화재 제312호로 지정되었다.

## 알뜨르 비행장 지하벙커
1945년 무렵 건립된 이 시설물은 중국 본토 공략을 위해 1935년 무렵 모슬포에 594,000m2 규모로 조성한 비행장을 1945년 무렵에 1,320,000m2으로 확장하면서 만든 일본 해군 비행장의 부속 시설이다. 콘크리트 구조체를 만들고 위쪽에 돌무더기를 쌓아 동산처럼 만든 다음 나무 등으로 가려 숨겨 조성하였다. 일본이 제주도를 군사 기지화하였던 침략의 증거물이다.

## 같이 보기
- 제주 모슬포 알뜨르비행장 일제 고사포진지 - 등록문화재 제316호

## 참고 자료
- 제주 모슬포 알뜨르비행장 일제 지하벙커 - 국가유산청 국가유산포털